# Nordkammen
Nordkammen är en bergskedja i Antarktis. Den ligger i Östantarktis. Australien gör anspråk på området. Nordkammen ligger vid sjön Patterned Lake.